# Вартиковцы
Вартико́вцы (укр. Вартиківці) — село в Кельменецкой поселковой общине Днестровского района Черновицкой области Украины.
До 2020 года входило в Кельменецкий район
Население по переписи 2001 года составляло 1457 человек. Почтовый индекс — 60130. Телефонный код — 3732. Код КОАТУУ — 7322082001.